# 吉良頼康
吉良 頼康（きら よりやす）は、戦国時代の武将。

## 生涯
武蔵吉良氏・吉良成高の子として誕生した。当初は頼貞と名乗った。
武蔵国・世田谷城や同国久良岐郡・蒔田城に居を構えたことから、「世田谷御所」「蒔田御前」などと呼ばれた。
大永4年（1524年）正月に相模国の北条氏綱が上杉朝興の江戸城を攻略すると、後北条氏に従った。天文2年（1533年）には氏綱による鶴岡八幡宮造営に参加し、材木を蒔田から海路で杉田へ送り、そこから延べ5万人の人足で八幡宮まで運んだ記録が残っている。また、氏綱の娘を正室に迎えており、『快元僧都記』に天文8年6月7日（1539年6月23日）に安産祈願を行った記録が残っていることから、この頃には既に婚姻をしていたと思われる。
天文15年（1546年）11月に従四位下左兵衛佐に叙位・任官された。天文17年（1548年）に北条氏康より一字拝領し、頼康に改名している。ただし、遅くても天文23年（1554年）までに左兵衛佐を辞している。これについて、頼康が左兵衛佐を名乗っていた時期と北条氏と古河公方家が緊張関係にあった時期が重なっていることから、北条氏康が古河公方を排除した場合にそれに代わる権威として吉良氏を擁することを考慮して古河公方ゆかりの左兵衛佐を名乗らせたのではないか、とする説がある（北条氏康が最終的に足利義氏を古河公方に擁立することに成功して緊張関係が終わる時期と頼康が左兵衛佐を辞した時期がほぼ重なっている）。
実子はいたようだが、永禄3年（1560年）12月に堀越六郎の子氏朝を養子に迎え、翌年2月には家督を継がせている。
永禄4年12月5日（1562年1月10日）に死去し、蒔田の勝国寺に葬られた。

## 北条氏との関係
頼康は北条氏に従ってはいたものの、足利将軍家の御一家であり家格が高かったため、家臣ではなく食客として扱われた。北条氏からは諸役を免除され、吉良家独自の印判を用いることが認められていたこと、また氏康からの一字拝領も偏諱ではなく、下の一字が与えられていることからも、特別な待遇を与えられていたことがわかる。
ただし、北条氏の家格向上、勢力拡大に伴い、次第に状況が変わってくる。弘治年間頃より、北条氏康が直接吉良家の家臣に命令を下す事例が見られるようになり、次第に吉良家家臣団の解体が進む。さらに頼康の跡を次いだ氏朝の代には吉良家自体も北条家の家臣として取り込まれ、軍役などに応じるようになっていった。ただし、これについては、吉良氏家臣団は両属化はしたものの、最後まで完全な北条氏の家臣に組み入れられた訳ではない、とする異論もある。
なお、頼康が養子に迎えて家督を譲った吉良氏朝は遠江今川氏の堀越六郎と崎姫（北条氏綱の娘）の間の子であった。また、頼康の妻も氏綱の娘（崎姫の姉妹）であるため、頼康にとって氏朝は義理の甥にあたる。これについて、母方が北条氏であることを重視して「北条氏が吉良氏に強制介入して換骨奪胎していった」とする荻野三七郎や「北条氏が吉良氏の権威を克服して、吉良氏の所領と家臣を北条氏領国に編入していった」とする黒田基樹の評価があることに対し、父方が吉良氏の支族である遠江今川氏＝堀越氏であることを重視して「足利氏に連なる権威・貴種の温存を図るとともに、吉良氏が関東に広く持った地域的なネットワークや武家故実を始めとする文化・儀礼の維持・継承が期待されていた」とする谷口雄太の評価もある。